# Egon Brecher
Egon Brecher (Olmütz, 16 febbraio 1880 – Hollywood, 12 agosto 1946) è stato un attore ceco.
Ha recitato in 120 film dal 1917 al 1946. È stato attore di teatro in Austria e in Germania e ha rivestito il ruolo di direttore capo del Teatro Stadts a Vienna, prima di iniziare a lavorare per l'industria cinematografica statunitense.

## Biografia
Egon Brecher, nato in Moravia, divenne attore nel 1900 a Heidelberg e per dieci anni recitò in una compagnia che batteva le province tedesche e austriache. L'interesse per il teatro yiddish lo spinse a mettere in scena a Vienna, con una compagnia di semi-professionisti, l'opera "Nuovo ghetto" di Hertzel; inoltre nel 1907 fonda con il poeta Hugo Zuckermann un teatro d'arte yiddish (in tedesco) che rappresentava testi di Peretz, Asch, Koralnik e "L'eterno ebreo" di Pinski (con la partecipazione dell'attore e regista David Herman). Dal 1910 al 1921 fu tra i soci dell'impresario Josef Jarno di Vienna e recitò nel suo Theater in der Josefstadt. Lì fu attore e regista di spettacoli su testi di Strindberg, Ibsen e Wedekind, oltre al repertorio classico. Brecher apprezzava la commedia e per questo allestì, in tedesco, "Isaac Sheftel, Gabri e le donne" e "Il tesoro" di Pinski e "Il patto" di Hirshbeyn. Dal 1919 fu insegnante di recitazione alla scuola della Freye Yidishe Folksbiene diretta da Jacob Mestel e dalla stagione 1920-21 fu associato nella direzione dello stesso teatro. Imparò lo yiddish, recitò nel "Dio della vendetta" di Asch e curò la regia di "Yidn" di Cirikov e de "Il patto" di Hirshbeyn, protagonista Paul Baratoff. La compagnia fu invitata da Jarno a recitare nei propri teatri. Nel 1921 ebbe la svolta con il contratto per l’Irving Place Theatre di New York, diretto da Max Wilner, dove fu protagonista di Nathan il saggio di Lessing, cui seguì Liliom di Molnar al Theatre Guild. Partecipò all’avventura dell’Unzer Teater Di Hirshbeyn, Pinski, H. Leivick ed Elkin, come attore e regista. Recitò in lingua inglese accanto a Lionel Barrymore e fino al 1925 fu attore e regista nel teatro di Eva La Gallienne. Alla fine degli anni Venti si trasferì a Hollywood, dove prese parte a centoventi film dal 1917 fino alla sua morte, avvenuta nel 1946.

## Filmografia
- Der Verschwender, regia di Jacob Fleck e Luise Fleck (1917)
- Don Cäsar, Graf von Irun, regia di Jacob Fleck e Luise Fleck (1918)
- Die Königsloge, regia di Bryan Foy (1929)
- To the Last Man, regia di Henry Hathaway (1933)
- Convention City, regia di Archie Mayo (1933)
- As the Earth Turns, regia di Alfred E. Green (1934)
- I ragazzi della Via Paal (No Greater Glory), regia di Frank Borzage (1934)
- The Black Cat, regia di Edgar G. Ulmer (1934)
- Many Happy Returns, regia di Norman Z. McLeod (1934)
- Rivelazione (Now and Forever), regia di Henry Hathaway (1934)
- The Florentine Dagger, regia di Robert Florey (1935)
- Black Fury, regia di Michael Curtiz (1935)
- I vampiri di Praga (Mark of the Vampire), regia di Tod Browning (1935)
- I distruttori (Air Hawks), regia di Albert S. Rogell (1935)
- Il segreto del Tibet (Werewolf of London), regia di Stuart Walker (1935)
- The Awakening of Jim Burke, regia di Lambert Hillyer (1935)
- Il mistero della camera nera (The Black Room), regia di Roy William Neill (1935)
- Canto d'amore (Here's to Romance), regia di Alfred E. Green (1935)
- Three Live Ghosts, regia di H. Bruce Humberstone (1936)
- L'ora che uccide (Charlie Chan's Secret), regia di Gordon Wiles (1936)
- Paddy O'Day, regia di Lewis Seiler (1936)
- La montagna incatenata (Boulder Dam), regia di Frank McDonald (1936)
- Till We Meet Again, regia di Robert Florey (1936)
- Sins of Man, regia di Otto Brower e Gregory Ratoff (1936)
- L'angelo bianco (The White Angel), regia di William Dieterle (1936)
- La bambola del diavolo (The Devil-Doll), regia di Tod Browning (1936)
- Avorio nero (Anthony Adverse), regia di Mervyn LeRoy e Michael Curtiz (1936)
- Alibi for Murder, regia di D. Ross Lederman (1936)
- Ragazze innamorate (Ladies in Love), regia di Edward H. Griffith (1936)
- Ambizione (Come and Get It), regia di Howard Hawks, William Wyler e Richard Rosson (1936)
- Amore in corsa (Love on the Run), regia di W. S. Van Dyke (1936)
- Turbine bianco (One in a Million), regia di Sidney Lanfield (1936)
- Legione nera (Black Legion), regia di Archie Mayo e Michael Curtiz (1937)
- Stolen Holiday, regia di Michael Curtiz (1937)
- The Great O'Malley, regia di William Dieterle (1937)
- Espionage, regia di Kurt Neumann (1937)
- Scandalo al Grand Hotel (Thin Ice), regia di Sidney Lanfield (1937)
- Incontro a Parigi (I Met Him in Paris), regia di Wesley Ruggles (1937)
- I candelabri dello zar (The Emperor's Candlesticks), regia di George Fitzmaurice (1937)
- Emilio Zola (The Life of Emile Zola), regia di William Dieterle (1937)
- Love Under Fire, regia di George Marshall (1937)
- The Women Men Marry, regia di Errol Taggart (1937)
- La spia dei lancieri (Lancer Spy), regia di Gregory Ratoff (1937)
- Zoccoletti olandesi (Heidi), regia di Allan Dwan (1937)
- La via del possesso (Beg, Borrow or Steal), regia di Wilhelm Thiele (1937)
- The Spy Ring, regia di Joseph H. Lewis (1938)
- Blondes at Work, regia di Frank McDonald (1938)
- Dopo Arsenio Lupin (Arsène Lupin Returns), regia di George Fitzmaurice (1938)
- Invisible Enemy, regia di John H. Auer (1938)
- Cocoanut Grove, regia di Alfred Santell (1938)
- You and Me, regia di Fritz Lang (1938)
- Racket Busters, regia di Lloyd Bacon (1938)
- I'll Give a Million, regia di Walter Lang (1938)
- Gateway, regia di Alfred L. Werker (1938)
- Il falco del nord (Spawn of the North), regia di Henry Hathaway (1938)
- Suez, regia di Allan Dwan (1938)
- Spring Madness, regia di S. Sylvan Simon (1938)
- Devil's Island, regia di William Clemens (1939)
- D'Artagnan e i tre moschettieri (The Three Musketeers), regia di Allan Dwan (1939)
- Hotel Imperial, regia di Robert Florey (1939)
- Il conquistatore del Messico (Juarez), regia di William Dieterle (1939)
- Confessioni di una spia nazista (Confessions of a Nazi Spy), regia di Anatole Litvak (1939)
- Chasing Danger, regia di Ricardo Cortez (1939)
- Angeli senza cielo (The Angels Wash Their Faces), regia di Ray Enright (1939)
- La storia di Edith Cavell (Nurse Edith Cavell), regia di Herbert Wilcox (1939)
- Espionage Agent, regia di Lloyd Bacon (1939)
- Non siamo soli (We Are Not Alone), regia di Edmund Goulding (1939)
- Judge Hardy and Son, regia di George B. Seitz (1939)
- Calling Philo Vance, regia di William Clemens (1940)
- Un uomo contro la morte (Dr. Ehrlich's Magic Bullet), regia di William Dieterle (1940)
- Rebecca - La prima moglie (Rebecca), regia di Alfred Hitchcock (1940)
- I Was an Adventuress, regia di Gregory Ratoff (1940)
- Four Sons, regia di Archie Mayo (1940)
- Paradiso proibito (All This, and Heaven Too), regia di Anatole Litvak (1940)
- The Man I Married, regia di Irving Pichel (1940)
- Knute Rockne All American, regia di Lloyd Bacon e William K. Howard (1940)
- La vita di Giulio Reuter (A Dispatch from Reuter's), regia di William Dieterle (1940)
- Four Mothers, regia di William Keighley (1941)
- Otto giorni di vita (They Dare Not Love), regia di James Whale, Victor Fleming e Charles Vidor (1941)
- Duello mortale (Man Hunt), regia di Fritz Lang (1941)
- Underground, regia di Vincent Sherman (1941)
- Fulminati (Manpower), regia di Raoul Walsh (1941)
- Sesta colonna (All Through the Night), regia di Vincent Sherman (1941)
- Delitti senza castigo (Kings Row), regia di Sam Wood (1942)
- Berlin Correspondent, regia di Eugene Forde (1942)
- Isle of Missing Men, regia di Richard Oswald (1942)
- La marina è vittoriosa (The Navy Comes Through), regia di A. Edward Sutherland (1942)
- Hitler's Children, regia di Edward Dmytryk e Irving Reis (1943)
- Chetniks, regia di Louis King (1943)
- The Purple V, regia di George Sherman (1943)
- Mission to Moscow, regia di Michael Curtiz (1943)
- They Came to Blow Up America, regia di Edward Ludwig (1943)
- Al di sopra di ogni sospetto (Above Suspicion), regia di Richard Thorpe (1943)
- Il canto del deserto (The Desert Song), regia di Robert Florey (1943)
- The Hitler Gang, regia di John Farrow (1944)
- Il diavolo nero (The Hairy Ape), regia di Alfred Santell (1944)
- La settima croce (The Seventh Cross), regia di Fred Zinnemann (1944)
- U-Boat Prisoner, regia di Lew Landers e Budd Boetticher (1944)
- They Live in Fear, regia di Josef Berne (1944)
- Scandalo a corte (A Royal Scandal), regia di Otto Preminger e Ernst Lubitsch (1945)
- La sfida di King Kong (White Pongo), regia di Sam Newfield (1945)
- Missione di morte (Cornered), regia di Edward Dmytryk (1945)
- Il diario di una cameriera (The Diary of a Chambermaid), regia di Jean Renoir (1946)
- Il caso Foster (Just Before Dawn), regia di William Castle (1946)
- La contessa di Montecristo (The Wife of Monte Cristo), regia di Edgar G. Ulmer (1946)
- Eroi nell'ombra (O.S.S.), regia di Irving Pichel (1946)
- L'angelo del dolore (Sister Kenny), regia di Dudley Nichols (1946)
- Così scura la notte (So Dark the Night), regia di Joseph H. Lewis (1946)
- Tentazione (Temptation), regia di Irving Pichel (1946)
- Il ritorno di Montecristo (The Return of Monte Cristo), regia di Henry Levin (1946)